# Daniła Izotow
Daniła Siergiejewicz Izotow (ros. Данила Сергеевич Изотов;  ur. 2 października 1991 w Nowouralsku) – rosyjski pływak specjalizujący się w stylu dowolnym, mistrz świata na krótkim basenie, dwukrotny mistrz Europy oraz trzykrotny mistrz Europy na krótkim basenie.

## Kariera
Do największych sukcesów Izotowa zalicza się zdobycie dwóch medali igrzysk olimpijskich. W 2008 roku w Pekinie wywalczył srebrny medal w sztafecie 4 × 200 m stylem dowolnym, a w 2012 roku w Londynie zajął w wyścigu sztafetowym 4 × 100 m stylem dowolnym trzecie miejsce.
Na mistrzostwach świata Rosjanin zdobył trzy medale, dwa srebrne i jeden brązowy, wszystkie w 2009 roku w Rzymie. Na mistrzostwach świata na krótkim basenie Izotow ma w swoim dorobku trzy medale z 2010 roku w Dubaju, w tym złoty w sztafecie 4 × 200 m stylem dowolnym.
Podczas mistrzostw Europy rosyjski pływak wywalczył w 2010 roku w Budapeszcie dwa złote medale, w konkurencjach sztafetowych 4 × 100 m i 4 × 200 m stylem dowolnym. Na mistrzostwach Europy na basenie krótkim Izotow wygrał łącznie siedem medali, w tym trzy złote. W 2008 roku w Rijece zajął pierwsze miejsce w indywidualnym wyścigu na 200 m stylem dowolnym. Dwa lata później w Eindhoven ponownie zwyciężył w tej samej konkurencji oraz na dystansie 100 m stylem dowolnym.

## Odznaczenia
- Zasłużony Mistrz Sportu
- Order „Za zasługi dla Ojczyzny” II klasy (2009)